# S-Bahn de Munich
La S-Bahn de Munich (réseau ferroviaire régional de Munich) est, avec le métro (U-Bahn), le plus important des moyens de transport en commun ferrés de l'agglomération munichoise. Il est géré par une filiale de la région Bavaroise de la Deutsche Bahn dans le cadre du groupement tarifaire et des transports de Munich (MVV).
La S-Bahn de Munich a été ouverte pour les Jeux olympiques d'été de 1972 ; il a été réalisé en réunissant plusieurs lignes de chemin de fer de banlieue qui ont été électrifiées et interconnectées par un tunnel situé à partir de la gare centrale (Hauptbahnhof) : la Stammstrecke (ou ligne d'interconnexion).
En 2001, la S-Bahn est devenu une société autonome de la Deutsche Bahn puis a été réintégré le 1er novembre 2005.
La S-Bahn comporte 8 lignes (en comptant la ligne S20 qui ne fonctionne qu'en semaine) totalisant 434 km. Elle comporte 148 gares dont 8 sont souterraines. Elle transporte environ 840 000 personnes par jour en semaine et emploie 1 500 personnes.

## Le réseau

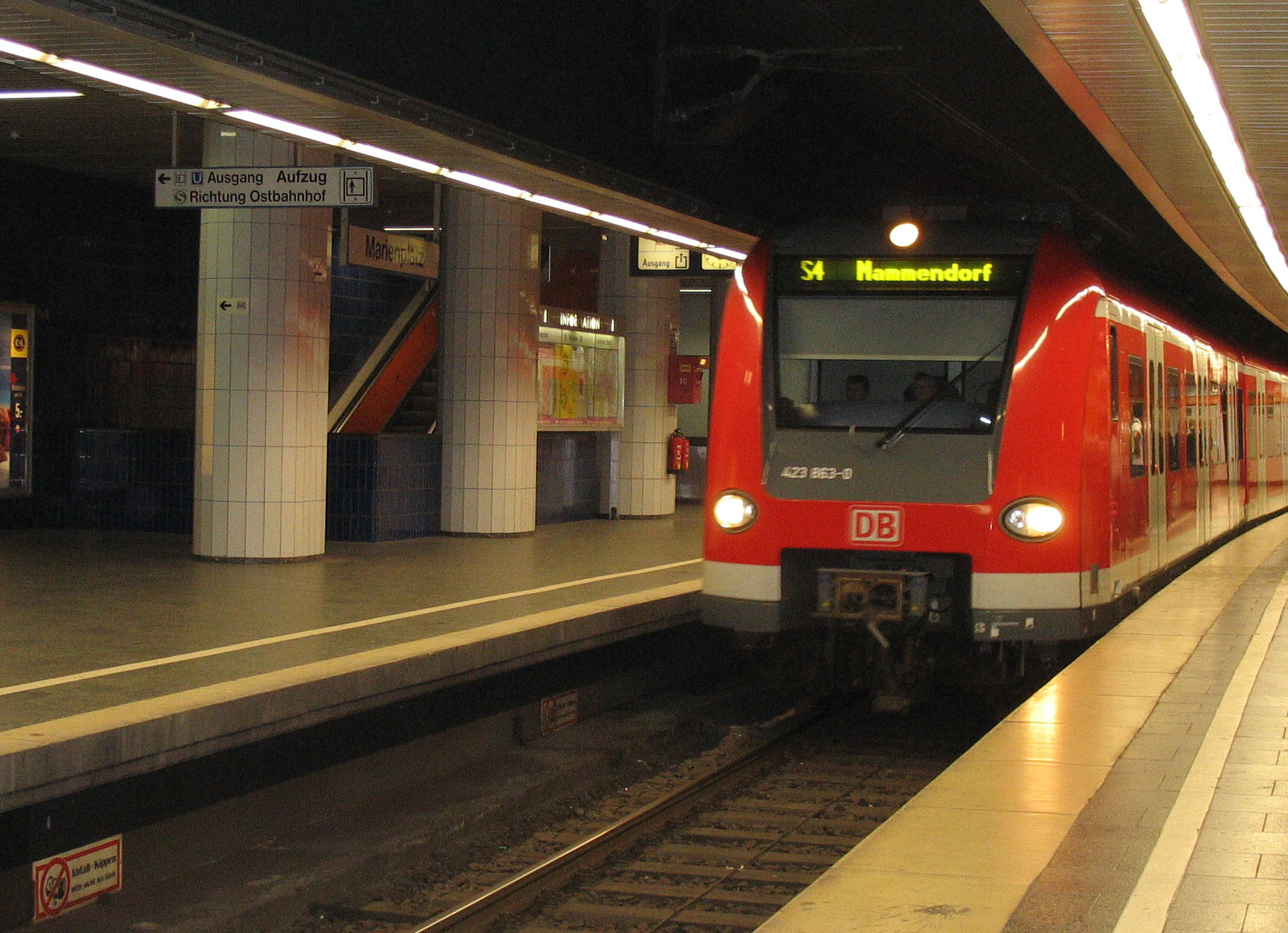
Un train de la ligne S4 à la gare de Marienplatz en direction de Mammendorf.

Le réseau comporte 7 branches à l'ouest qui sont numérotés de S1 (Freising) à S7 (Wolfratshausen). Ces branches ont été connectées à 5 lignes situées à l'est de la ville et leur numérotation a été reprise à l'est. Une exception concerne les trains régionaux qui vont d'Ismaning à l'aéroport de Munich et qui portent le numéro S8. À ces 7 lignes s'ajoute la ligne S20, qui ne passe pas par le tunnel d'interconnexion. La ligne A non électrifiée (Chemin de fer de « Ludwig-Thoma ») est également considérée comme faisant partie du S-Bahn. Elle se connecte à la ligne S2 à Dachau. La ligne S5 n'a plus existé entre 2009 et 2024. Cette dernière a été réintroduite le 15 décembre 2024 : elle circule entre les gares de Kreuzstraße et de Pasing. La ligne S7, quant à elle, circule depuis la réintroduction de la ligne S5 entre les gares de Wolfratshausen et la gare centrale de Munich. En revanche, la ligne de S7 est accessible à Hauptbahnhof sur les quais des trains régionaux et grandes lignes (Les trains de la ligne S7 affichent comme destination : "Gare Centrale, quais 27-36", c'est-à-dire l'aile nord de la gare), et non dans le tunnel des autres lignes de S-Bahn. De plus, aux "heures de circulation principales" (Hauptverkehrszeiten), la ligne S5 continue vers Germering-Unterpfaffenhofen et parfois Weßling avec la ligne S8.
| S1  | Freising / Flughafen-M. – Neufahrn – Eching – Lohhof – Unterschleißheim – Oberschleißheim – Feldmoching – Fasanerie – Moosach – M.-Laim – M.-Donnersbergerbrücke – M.-Hackerbrücke – M-Hbf. – M.-Karlsplatz (Stachus) – M.-Marienplatz – M.-Isartor – M.-Ostbf.        |
| S2  | Petershausen / Altomünster – Dachau (Bf.) – M.-Laim – M.-Donnersbergerbrücke – M.-Hackerbrücke – M-Hbf. – M.-Karlsplatz (Stachus) – M.-Marienplatz – M.-Isartor – M.-Ostbf. – M.-Leuchtenbergring – Feldkirchen – Poing – Markt Schwaben – Erding                      |
| S3  | Mammendorf – Maisach – Gröbenzell – M.-Pasing – M.-Laim – M.-Donnersbergerbrücke – M-Hbf. – M.-Karlsplatz (Stachus) – M.-Marienplatz – M.-Ostbf. – M.-Giesing – Deisenhofen – Holzkirchen                                                                              |
| S4  | Geltendorf – Grafrath – Buchenau – Fürstenfeldbruck - M.-Pasing – M.-Laim - M.-Donnersbergerbrücke – M-Hbf. – M.-Karlsplatz (Stachus) – M.-Marienplatz – M.-Ostbf. – M.-Leuchtenbergring – M.-Berg am Laim – M.-Trudering – Zorneding – Grafing Bahnhof – Ebersberg    |
| S5  | Kreuzstraße - Aying - Ottobrunn - Neuperlach Süd - M. Giesing - M. Ostbahnhof - M. Marienplatz - M. Karlsplatz (Stachus) - M. Hauptbahnhof - M. Donnersbergerbrücke - M. Laim - M. Pasing                                                                              |
| S6  | Tutzing – Starnberg – M.-Westkreuz – M.-Pasing – M.-Laim – M.-Donnersbergerbrücke – M-Hbf. – M.-Karlsplatz (Stachus) – M.-Marienplatz – M.-Ostbf. (– M.-Leuchtenbergring – M.-Berg am Laim – M.-Trudering – Zorneding)                                                 |
| S7  | Wolfratshausen – Höllriegelskreuth – M.-Solln – M.-Siemenswerke – M.-Harras – M.-Heimeranplatz – M.-Donnersbergerbrücke – M-Hbf. Gl. 27-36 |
| S8  | Herrsching – Weßling – Germering-Unterpfaffenhofen – M.-Westkreuz – M.-Pasing – M.-Laim – M.-Donnersbergerbrücke – M-Hbf. – M.-Karlsplatz (Stachus) – M.-Marienplatz – M.-Ostbf. – M.-Leuchtenbergring – Ismaning - Flughafen München Besucherpark – Flughafen München |
|     | |
| S20 | M.-Pasing – M.-Heimeranplatz – M.-Solln – Deisenhofen (einzelne Fahrten: – Holzkirchen) (sera remplacé par des trains régionaux vers Rosenheim en décembre 2013) |
|     | |
|     | |

## Matériel

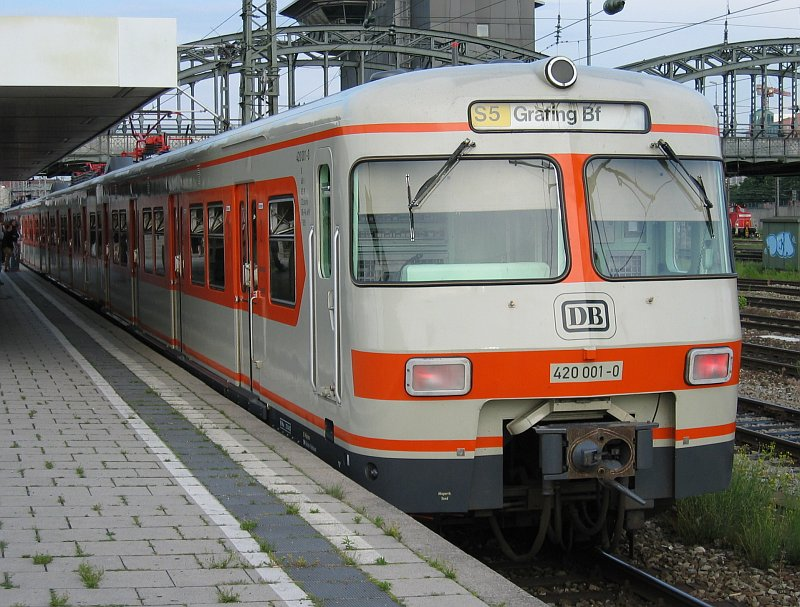
Motrice de la série ET 420.

Depuis l'an 2000, les rames de la série ET 420 ont été progressivement remplacées par des rames de la série ET 423. Au total, 36 rames de la série 420 et 238 rames de la série ET 423 assurent quotidiennement les trajets sur le réseau. Les rames ET420 sont utilisées pour les connexions supplémentaires en heure de pointe sur les lignes S2, S4, S6, S8 et S20.
Un programme de modernisation des rames de la série 423 a été lancé en 2018 et s'est achevé en novembre 2021.
Sur la ligne A non électrifiée circulent des automotrices thermiques de type VT628.

## Projets d'agrandissement du réseau
Dans la mesure où toutes les lignes passent par le tronçon d'interconnexion, celui-ci crée un goulot d'étranglement dans le réseau qui, à la moindre perturbation, entraine des retards importants. Un deuxième tronçon d'interconnexion doit être construit. Ce projet, appelé "Zweite Stammstrecke München", comporte trois nouvelles gares souterraines (Hauptbahnhof, Marienhof, Ostbahnhof) ainsi qu'un nouveau tunnel de 7 km de long. Celui-ci doit commencer entre Laim et Donnersbergerbrücke et arriver à la gare de l'Est (Ostbahnof) en longeant l'interconnexion existante sur son côté nord. Les travaux ont débuté et doivent être achevés en 2028.
En plus de la construction des nouvelles voies et gares, de nombreux aménagements sont prévus pour les gares existantes, notamment à Laim et Leuchtenbergring. Un nouveau poste d'aiguillage est également prévu. Le chantier de construction a débuté en octobre 2021 et la mise en service est prévue en 2023.
La ligne S7 doit être prolongée jusqu'à Geretsried.
Les terminus des signées S1/S8 (Aéroport) et S2 Est (Erding) vont être reliées (prévu pour 2009/2010).